# Horizont van Nivelle

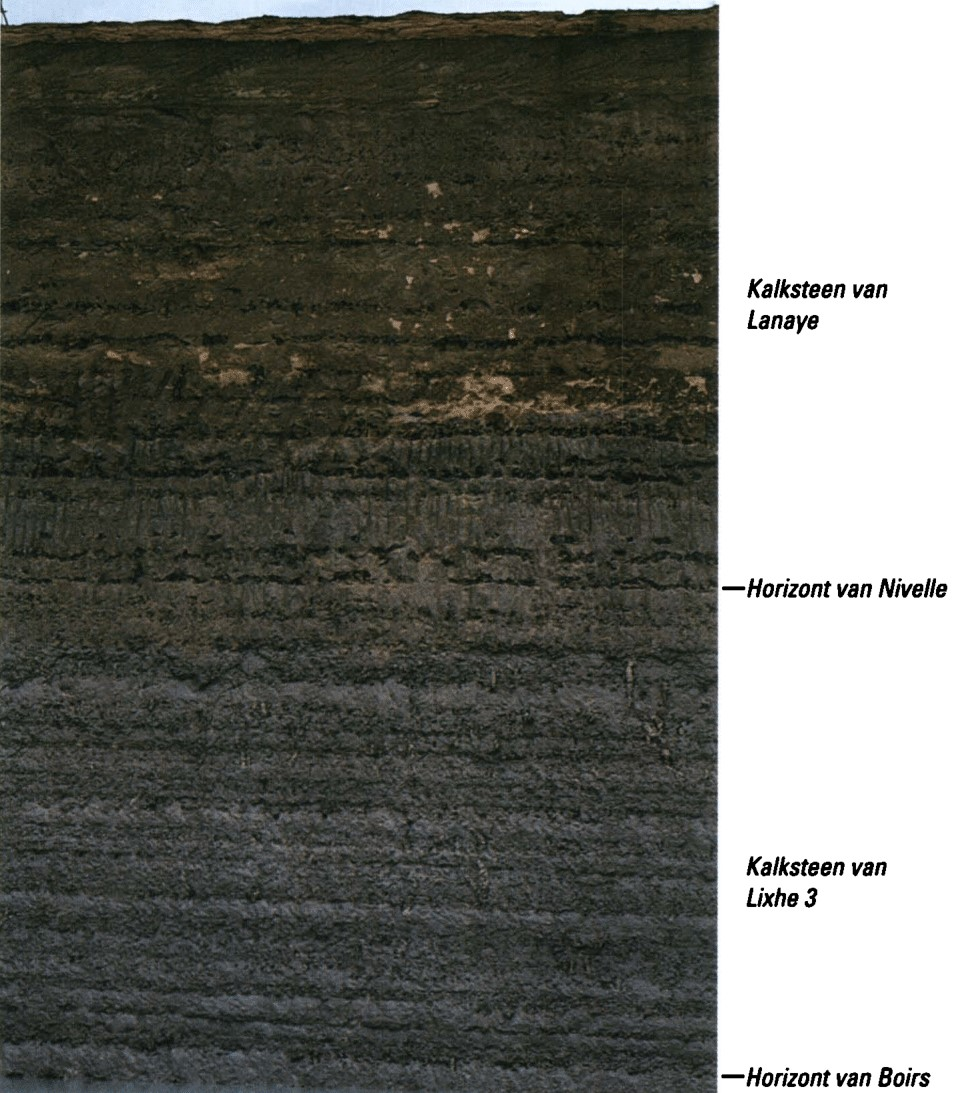
De Kalksteen van Lixhe 3 en de Kalksteen van Lanaye in de noordwand van de ENCI-groeve

De Horizont van Nivelle is een dunne laag in de ondergrond van het Nederlandse Zuid-Limburg. De horizont is onderdeel van de Formatie van Gulpen en stamt uit het laatste deel van het Krijt (het Maastrichtien, ongeveer 68 miljoen jaar geleden).
Normaal gesproken ligt de Horizont van Nivelle boven op de oudere Kalksteen van Lixhe 3 en onder de jongere Kalksteen van Lanaye, beide ook onderdeel van de Formatie van Gulpen.